# Сончково
Сончково (пол. Sączkowo) — село в Польщі, у гміні Пшемент Вольштинського повіту Великопольського воєводства.
Населення — 388 осіб (2011).
У 1975-1998 роках село належало до Лешненського воєводства.

## Демографія
Демографічна структура станом на 31 березня 2011 року:
|          | Загалом | Допрацездатний вік | Працездатний вік | Постпрацездатний вік |
| -------- | ------- | ------------------ | ---------------- | -------------------- |
| Чоловіки | 188     | 41                 | 127              | 20                   |
| Жінки    | 200     | 52                 | 100              | 48                   |
| Разом    | 388     | 93                 | 227              | 68                   |